# Business (Lied)
Business (englisch für „Geschäft“) ist ein Lied des US-amerikanischen Rappers Eminem. Der Song ist die fünfte Singleauskopplung seines vierten Studioalbums The Eminem Show und wurde am 22. Juli 2003 veröffentlicht. Außerdem ist das Lied im Box-Set The Singles enthalten.

## Inhalt
Der Track thematisiert die Zusammenarbeit zwischen Eminem und seinem Mentor sowie häufigem Produzenten Dr. Dre. Im Intro des Lieds wird Eminem von Dr. Dre zu einem Auftritt gerufen, woraufhin sich Eminem in der ersten Strophe als einen der besten Rapkünstler bezeichnet und seine Zusammenarbeit mit Dr. Dre mit der von Batman und Robin oder Osama bin Laden und Saddam Hussein vergleicht. Im Refrain wird gesagt, dass man keine Zeit für Spielchen hat und zum Geschäft übergehen muss, außerdem ist ein Seitenhieb gegen die Insane Clown Posse, mit der Eminem damals Beef hatte, enthalten. In der zweiten Strophe betont der Rapper den Wahrheitsgehalt seiner Texte und kritisiert viele Kollegen, deren Liedinhalte alle erfunden sind. Diese Kritik wird auf typisch ironische Weise mit dem Satz „Es gibt keine Frau, die gut aussieht, putzt und kocht!“ geäußert. Die dritte und letzte Strophe hebt nochmals die gute Chemie zwischen Eminem und Dr. Dre hervor und dass das Duo unverzichtbar für die Rapmusik sei. Dabei weist Eminem zum Vergleich auch auf seinen "gefürchteten" Auftritt gemeinsam mit Elton John und dem Lied Stan bei den Grammy Awards 2001 hin.

## Produktion
Business wurde von Dr. Dre produziert. Er verwendete dabei keine Samples anderer Lieder. Das Stück wurde im Sierra Sounds und Larabee West Studio aufgenommen.

## Single

### Musikvideo
Das Video ist ein Live-Mitschnitt des Songs bei einem Auftritt von Eminem in Barcelona.

### Covergestaltung
Das Singlecover zeigt Eminem in der Mitte des Bildes, der Hintergrund ist komplett in weiß gehalten. Der Schriftzug Business befindet sich in blauen Buchstaben unten im Bild. Dabei ist das E, wie bei Eminem üblich, verkehrt herum abgebildet.

### Chartplatzierungen
Business erreichte in den deutschen Charts Platz 15 und konnte sich insgesamt elf Wochen in den Top 100 halten.
| ChartsChartplatzierungen     | Höchstplatzierung | Wochen |
| ---------------------------- | ----------------- | ------ |
| Deutschland (GfK)            | 15 (11 Wo.)       | 11     |
| Österreich (Ö3)              | 22 (11 Wo.)       | 11     |
| Vereinigtes Königreich (OCC) | 6 (13 Wo.)        | 13     |

| ChartsJahrescharts (2003) | Platzierung |
| ------------------------- | ----------- |
| Deutschland (GfK)         | 98          |

### Auszeichnungen
Business wurde im Vereinigten Königreich 2021 für mehr als 200.000 verkaufte Exemplare mit einer Silbernen Schallplatte ausgezeichnet. Im Jahr 2022 erhielt es für über 500.000 Verkäufe in den Vereinigten Staaten eine Goldene Schallplatte.

| Land/Region                  | Auszeichnungen für Musikverkäufe (Land/Region, Auszeichnung, Verkäufe) | Verkäufe |
| ---------------------------- | ---------------------------------------------------------------------- | -------- |
| Australien (ARIA)            | 2× Platin                                                              | 140.000  |
| Vereinigte Staaten (RIAA)    | Gold                                                                   | 500.000  |
| Vereinigtes Königreich (BPI) | Silber                                                                 | 200.000  |
| Insgesamt                    | 1× Silber · 1× Gold · 1× Platin ·                                      | 840.000  |

Hauptartikel: Eminem/Auszeichnungen für Musikverkäufe